# 氨基银
氨基银 是一种无机化合物，是银的氨基化物。

## 制备
氨基银可以通过使硝酸银与氨基钾在氨中反应而成。 
{\displaystyle \mathrm {AgNO_{3}+KNH_{2}\longrightarrow AgNH_{2}+KNO_{3}} }

## 性质
氨基银是白色结晶固体，干燥后会收缩成深色的，部分黑色的团状物质。 干燥时，该化合物极易爆炸。 当氨基银冷却至-190°C时，它的爆炸性几乎不变。暴露在光线下会导致氨基银的颜色变深，高能辐射（闪电）会引起爆炸。 